# Миньцюань
Миньцюа́нь (кит. упр. 民权, пиньинь Mínquán, буквально: «народовластие») — уезд городского округа Шанцю провинции Хэнань (КНР).

## История
В 1928 году Фэн Юйсян, став губернатором провинции Хэнань, из 3 районов уезда Суйсянь и 5 районов уезда Цисянь создал новый уезд, название которому дал в честь одного из «трёх народных принципов» Сунь Ятсена — принципа народовластия.
В марте 1949 года был образован Специальный район Шанцю (商丘专区), и уезд вошёл в его состав. В декабре 1958 года Специальный район Шанцю был присоединён к Специальному району Кайфэн (开封专区), но в 1961 году был воссоздан. В 1968 году Специальный район Шанцю был переименован в Округ Шанцю (商丘地区).
В июне 1997 года были расформированы город Шанцю, уезд Шанцю и округ Шанцю, и был образован городской округ Шанцю.

## Административное деление
Уезд делится на 10 посёлков, 6 волостей и 2 национальные волости.